# Остеогенеза
Остеогенезата (на латински: osteogenesis) или осификация е термин използван в медицината за означаване на процеса по образуване и развитие на костна тъкан.
Костите започват своето развитие от мезенхимната тъкан на мезодермата. В зависимост от начина се обособяват два типа костно развитие:
- Дезмална остеогенеза – директно образуване на кост от мезенхимни клетки (кости на калварията, някои кости на лицевия череп, ключицата).
- Хондрална остеогенеза – чрез междинно преминаване през хрущялна тъкан (повечето кости в човешкото тяло).